# 洛阿佐洛
洛阿佐洛（義大利語：Loazzolo），是意大利阿斯蒂省的一个市镇。总面积15.48平方公里，人口343人，人口密度22.2人/平方公里（2009年）。ISTAT代码为005060。